# Elaptus pilosicollis
Elaptus pilosicollis là một loài bọ cánh cứng trong họ Cerambycidae.